# Pär Karlsson
Pär Olof Karlsson, född 29 maj 1978 i Karlskoga, är en svensk före detta fotbollsspelare (mittfältare).
Karlsson debuterade i division 2 med KB Karlskoga redan som 15-åring, och var 18 år när han flyttade till IFK Göteborg. 1997 gjorde Karlsson sin allsvenska debut och han skulle därefter spela över 60 ligamatcher för IFK Göteborg innan han lämnade klubben år 2000. I samband med att hans kontrakt gick ut valde han att flytta som bosman till engelska Wimbledon.
Efter en kort vistelse i IF Elfsborg valde Pär Karlsson 2003 att avsluta fotbollskarriären, redan vid 25 års ålder. Orsaken var återkommande problem med fotledsskador.